# 1201 Strenua
1201 Strenua eller 1931 RK är en asteroid i huvudbältet, som upptäcktes 14 september 1931 av den tyske astronomen Karl Wilhelm Reinmuth i Heidelberg. Den har fått sitt namn efter den tyske astronomen Gustav Stracke.
Asteroiden har en diameter på ungefär 35 kilometer.